# Morenci (Michigan)
Morenci – miasto w Stanach Zjednoczonych, w stanie Michigan, w hrabstwie Lenawee.